# أب رحمت (زاز الشرقي)
أب رحمت (بالفارسية: آب‌رحمت) هي منطقة سكنية تقع في إيران في قسم زاز الشرقي الریفي. يقدر عدد سكانها بـ 21 نسمة .